# Cyclogomphus wilkinsi
Cyclogomphus wilkinsi – gatunek ważki z rodziny gadziogłówkowatych (Gomphidae).